# Phreatia nutans
Phreatia nutans är en orkidéart som beskrevs av Johannes Jacobus Smith. Phreatia nutans ingår i släktet Phreatia och familjen orkidéer. Inga underarter finns listade i Catalogue of Life.